# Internet de banda ancha inalámbrica

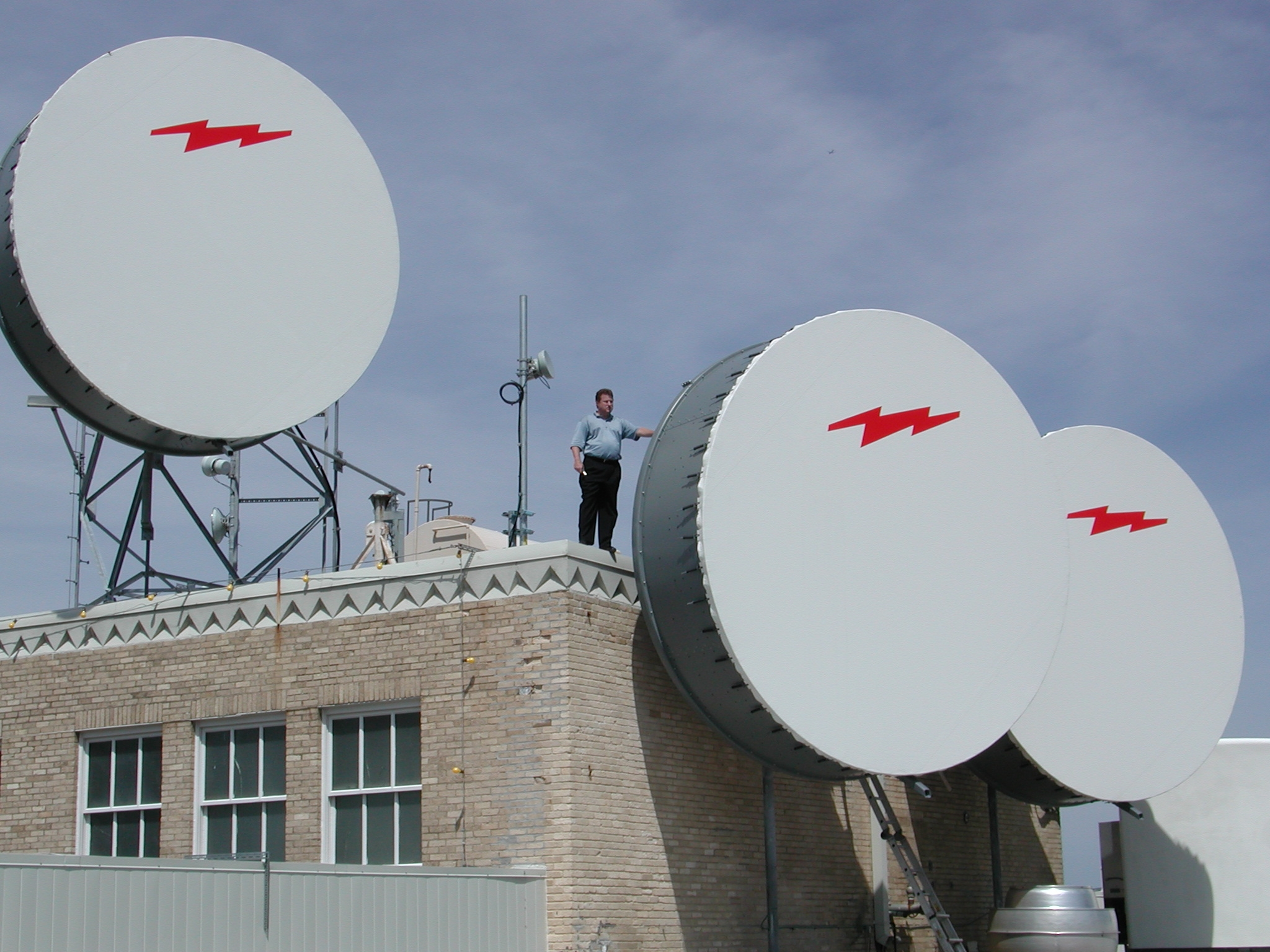
Tres platos fijos inalámbricos con (cubiertas protectoras) en la parte superior de 307 W. 7th Street, Fort Worth, Texas alrededor del año 2001

La Banda ancha inalámbrica es la tecnología que proporciona acceso a Internet inalámbrico de alta velocidad o acceso a una red de computadoras sobre un área grande.

## El término banda ancha
Originalmente la palabra "banda ancha" tenía un sentido técnico, pero se convirtió en un término de marketing para cualquier tipo de red  de computadora de relativamente alta velocidad o cualquier tecnología que tuviera acceso a Internet. Según el estándar 802.16-2004, banda ancha significa "tener instantáneamente un ancho de banda superior a 1 MHz y una tasa de bits de más de 1.5 Mbit/s."
Recientemente la Comisión Federal de comunicaciones (FCC) redefinió el término a velocidad de descarga de al menos 25 Mbit/s y velocidad de subida por lo menos de 3 Mbit/s.

## Tecnología y velocidades
Las redes inalámbricas pueden contar con velocidad de datos equivalentes a algunas redes alámbricas, como la de Línea de abonado digital asimétrica (ADSL) o un cablemodem. Las redes inalámbricas también pueden ser simétricas, lo que significa que tiene la misma velocidad en ambos sentidos (downstream y upstream), y comúnmente se le relacionan con redes inalámbricas fijas . Un enlace de red inalámbrica fija es una conexión terrestre inmóvil, que puede soportar velocidades de datos más altas para la misma potencia de móviles o sistemas por satélite.
Pocos proveedores de servicio de Internet inalámbrico  (WISPs) ofrecen velocidades de descarga mayores a 100 Mbit/s; se estima que la mayoría de los servicios de acceso a banda ancha inalámbrica (BWA) tienen un rango de 50 km (31 mi). Las tecnologías utilizadas incluyen  LMDS y MMDS, así como el uso intensivo de las bandas ISM y una tecnología particular de acceso estandarizada por IEEE 802.16 con productos conocidos como WiMAX.
WiMAX es muy popular en Europa pero no ha tenido total aceptación en los Estados Unidos porque su  costo de implementación no reúne dinero suficiente para un retorno de inversión. En 2005 la Comisión Federal de Comunicaciones aprobó una protestad alimentaria que modificaba las reglas de FCC para abrir  banda de 3650 MHz en operaciones terrestres con banda ancha inalámbricas.

## Desarrollo de banda ancha inalámbrica en los Estados Unidos
En 14 de noviembre de 2007 la Comisión emitió  el anuncio público DA 07-4605, en la cual, el Departamento de Telecomunicaciones Inalámbricas revelaba la fecha en la que se iniciaba el proceso de registro y concesión de licencias para la banda 3650–3700 MHz.
En 2010 la FCC adoptó las reglas de los espacios blancos de televisión (TVWS) y no permitió alguna de las mejores frecuencias ilimitadas (700 MHz) dentro de la Parte 15 de FCC. La Asociación de Proveedores de Internet Inalámbrico, una Asociación Nacional de WISPs, demandó a la FCC y ganó. [cita requerida]
Inicialmente, las WISPs únicamente se encontraban en zonas rurales sin cobertura de cable o DSL. Estas primeras WISPs emplearían una capacidad alta de portadora-T, tales como una conexión T1 o DS3 y luego transmitirían la señal desde una gran altura, como en la parte superior de una torre de agua. Para recibir este tipo de conexión a Internet, los consumidores montan una pequeña antena parabólica en el techo de su casa u oficina y apuntan hacia el transmisor. Generalmente la línea de mira es necesaria para que las WISPs funcionen en bandas de 2.4 y 5 GHz con 900 MHz pues ofrece un mejor rendimiento NLOS (sin línea de visión).

### Internet inalámbrico residencial
Generalmente los proveedores de banda ancha inalámbrica fija proporcionan equipo a los clientes y la instalación de la antena en algún lugar del techo. Este equipo es tomado como servicio y el mantenimiento también se hace por parte de la empresa que ofrece el servicio. Los servicios inalámbricos fijos han adquirido popularidad en muchas áreas rurales donde el Cable, DSL u otros servicios de Internet no están disponibles.

### El negocio del Internet inalámbrico
Muchas empresas en Estados Unidos y en todo el mundo han empezado a utilizar alternativas inalámbricas para proveer servicio de internet y voz. Estos proveedores suelen ofrecer servicios competitivos y opciones en áreas donde hay una dificultad para conectarse a través de conexiones Ethernet accesibles, tal es el caso de AT&T, Comcast, Verizon y otros. Además, las compañías que buscan una completa diversidad  para transportar y cumplir con los requisitos de tiempo pueden buscar alternativas inalámbricas para opciones locales.

### Demanda de espectro
Para hacer frente a la creciente demanda de banda ancha inalámbrica, se necesitará de mayor espectro. Estudios comenzaron en 2009, y mientras que algunos espectros estaban disponibles, aparecieron organismos de radiodifusión que tenían que dar al menos algo espectro. Esto condujo a fuertes objeciones de la comunidad radiodifusora. En 2013, se organizaron algunas subastas, y por ahora cualquier acción por parte de organismos de radiodifusión es voluntaria.

## Banda ancha inalámbrica móvil
También llamada banda ancha móvil, las tecnologías de banda ancha inalámbrica incluyen servicios brindados por los proveedores de telefonía móvil, así como Verizon Wireless, Sprint Corporation, y AT&T Mobility, T-Mobile que permiten una versión móvil para acceder a Internet. Los consumidores pueden comprar una PC card, Laptop card o equipo de USB para conectar su PC o laptop a Internet a través de las torres de celulares. Este tipo de conexión sería estable en casi cualquier área que reciba una buena conexión de celular. Estas conexiones pueden costar más por la comodidad portátil que ofrece, así como las limitaciones de velocidad que tiene en entornos semiurbanos.[cita requerida]
El 2 de junio de 2010, después de meses de discusión, AT & T se convirtió en el primer proveedor de Internet inalámbrico en los Estados Unidos en anunciar planes de cobro según el uso. Como el único proveedor de iPhone en los Estados Unidos, AT & T, más que otros proveedores, tuvo el problema de uso intensivo de Internet. Aproximadamente el 3 por ciento de los compradores de teléfonos inteligentes en AT&T representan el 40 por ciento del uso de esta tecnología. 98 por ciento de los clientes uso poco menos de 2 gigabytes (4000 visitas, 10.000 correos electrónicos o 200 minutos de video en streaming), bajo el plan mensual de $25 y el 65 por ciento uso un poco menos de 200 megabytes, bajo el plan de $15. Por cada gigabyte que excediera el límite, se le cobraba al cliente $10 al mes empezando el 7 de junio de 2010, aunque existían clientes que no requerían cambiar al plan de  servicio ilimitado de $30 al mes. El nuevo plan se convertiría en un requisito para aquellos que adquirieran el nuevo iPhone más adelante en el verano.

## Concesión de licencias
Una conexión inalámbrica puede tener licencia o no. En los Estados Unidos, las conexiones con licencia  usan un  espectro privado asegurado en la Comisión Federal de Comunicaciones (FCC). En otros países, el espectro  es autorizado por parte de la Institución de comunicaciones de radio nacional (como la ACMA en Australia, o la Comisión de Comunicaciones de Nigeria en Nigeria (NCC)). La licencia generalmente es costosa y reservada para las grandes empresas que quieren garantizar un acceso privado a espectro usando el tipo de comunicación punto a punto. Debido a esto, la mayoría de las ISP´s inalámbricas usan espectro sin licencia que se comparte públicamente.